# Najmeh Abtin
Najmeh Abtin, född 12 augusti 1982, är en iransk bågskytt. Hon deltog vid olympiska sommarspelen 2008.